# Internazionali di Francia 1935
Gli Internazionali di Francia 1935 (conosciuti oggi come Open di Francia o Roland Garros) sono stati la 40ª edizione degli Internazionali di Francia di tennis. Si sono svolti sui campi in terra rossa dello Stade Roland Garros di Parigi in Francia.
Il singolare maschile è stato vinto da Fred Perry, che si è imposto su Gottfried von Cramm in quattro set col punteggio di 6–3, 3–6, 6–1, 6–3. Il singolare femminile è stato vinto da Hilde Sperling, che ha battuto in due set Simonne Mathieu. Nel doppio maschile si sono imposti Jack Crawford e Adrian Quist. Nel doppio femminile hanno trionfato Margaret Scriven e Kay Stammers. Nel doppio misto la vittoria è andata a Lolette Payot in coppia con Marcel Bernard.

## Seniors

### Singolare maschile
Fred Perry ha battuto in finale  Gottfried von Cramm con il punteggio di 6–3, 3–6, 6–1, 6–3.

### Singolare femminile
Hilde Sperling ha battuto in finale  Simonne Mathieu con il punteggio di 6–2, 6–1.

### Doppio maschile
Jack Crawford /  Adrian Quist hanno battuto in finale  Vivian McGrath /  Don Turnbull con il punteggio di 6–1, 6–4, 6–2.

### Doppio femminile
Margaret Scriven /  Kay Stammers hanno battuto in finale  Ida Adamoff /  Hilde Krahwinkel con il punteggio di 6–4, 6–0.

### Doppio misto
Lolette Payot /  Marcel Bernard hanno battuto in finale  Sylvie Jung Henrotin /  André Martin-Legeay con il punteggio di 4–6, 6–2, 6–4.